# Subterranean Masquerade
Subterranean Masquerade è un gruppo musicale progressive metal israelo-statunitense, formatosi nel 1997 dalla mente del chitarrista israeliano Tomer Pink.
La loro proposta musicale è caratterizzata da forti influenze oriental metal, con rimandi all'heavy metal classico e accenni di alternative, attraverso l'uso di chitarre compresse e inserimenti di strumentazione elettronica.

## Formazione

### Formazione attuale
- Davidavi Dolev - voce (2018-presente)
- Tomer Pink - chitarra (1997-presente)
- Or Shalev - chitarra (2014-presente)
- Omer Fishbein - chitarra (?-presente)
- Golan Farhi - basso (2014-presente)
- Shai Yallin - tastiere (2014-presente)
- Jonathan Amar - batteria (2018-presente)

### Ex componenti
- Tino LoSicco - batteria (Epoch of Unlight, Requiem, Enraptured)
- Yishai Swearts - voce (ex-Nail Within, Betrayer, Moonskin, Thy Mesmerized)
- Paul Khur - voce (Novembers Doom, ex-Em Sinfonia)
- Jason William Walton - basso (Agalloch, Sculptured, ex-Especially Likely Sloth, Nothing)
- Jake Depolitte - basso, chitarra (The Kill, Anima Nera)
- Andy Winter - tastiera, mellotron (Winds, Age of Silence, Sculptured)

## Discografia

### Album
- 2005 - Suspended Animation Dreams
- 2015 - The Great Bazaar
- 2017 - Vagabond
- 2021 - Mountain Fever

### EP
- 2004 - Temporary Psychotic State
- 2013 - Home
- 2020 - The Pros & Cons of Social Isolation